# Cuca Legal
Cuca Legal é uma telenovela brasileira produzida e exibida pela TV Globo de 27 de janeiro a 13 de junho de 1975, em 119 capítulos. Substituiu Corrida do Ouro e foi substituída por Bravo!, sendo a 15.ª "novela das sete" exibida pela emissora. 
Escrita por Marcos Rey e dirigida por Gonzaga Blota, Oswaldo Loureiro e Jardel Mello, foi produzida em preto-e-branco.
Teve Francisco Cuoco, Yoná Magalhães, Suely Franco, Françoise Forton, Mário Lago, Elza Gomes, Sebastião Vasconcelos, Suzana Faini, Ruy Rezende, Hugo Carvana, Rosamaria Murtinho e Juca de Oliveira nos papéis principais.

## Enredo
Ambientada no Rio de Janeiro, a trama gira em torno de Mário Barroso (Francisco Cuoco), um piloto de aviação solteirão que mantém relacionamento amoroso com três mulheres de diferentes classes sociais: Fátima (Yoná Magalhães), Irene (Suely Franco) e Virgínia (Françoise Forton). Embora acredite amar as três com a mesma intensidade, Mário não consegue decidir qual mulher seria capaz de dar-lhe um filho com a cuca legal. Bem-sucedido na profissão mas emocionalmente inseguro, ele ainda mora com a mãe, Dalva (Elza Gomes), e passa as horas vagas em mesas de bar com o amigo do peito Jacaré (Hugo Carvana), um típico carioca bem-humorado.
Para escapar dos apuros em que vive se metendo, Mário conta com a ajuda da mãe, sua melhor conselheira. De fato, há mais de dez anos, Dalva atua como conselheira sentimental e astróloga em um programa de rádio que apresenta sob o pseudônimo de Madame Zaíde. Em casa, ela está sempre na companhia do velho amigo Aureliano Villaça (Mário Lago), um cavalheiro que se veste e se comporta como se ainda estivesse nos anos 30, fazendo constantes referências a ídolos e cenários do passado. Os dois amigos nutrem um amor platônico um pelo outro.
Fátima é a pobre viúva de um empregado da manutenção da empresa de aviação na qual Mário trabalha. Mora com sua irmã, a dona de casa Diva (Suzana Faini), que é casada com Albano (Ruy Rezende), um homem moralista e desempregado que passa todo o tempo livre na praia. Além disso, Fátima foi o primeiro amor do determinado publicitário Diego Pappalardo (Juca de Oliveira), disposto a reconquistá-la e tirar seu rival Mário do caminho. Diego vive com seu irmão, o ciumento advogado Franco Pappalardo (Rogério Fróes), casado com Elizabeth (Lady Francisco), conhecida profissionalmente como Berta Lammar, atriz circense afastada dos picadeiros que sonha, obsessivamente, em voltar à atividade. Tem como marca registrada o jeito extravagante de se vestir.
A outra pretendente é Irene, uma moça de classe média. Sonhadora e ingênua, Irene dá aulas particulares de piano, para compensar a frustração de não ter-se tornado uma pianista profissional. Ela é filha de José Aprígio Proença (Felipe Carone), um ex-chefe de honra dos escoteiros obcecado em promover a disciplina em todos os aspectos do cotidiano, a começar pela organização da vida doméstica. Ele atormenta a mulher, Alba (Miriam Pires), com suas exigências neuróticas, as quais ela aceita sem reclamar, mais preocupada com as dores de cabeça provocadas pela caçula, Maria Lúcia, a Lu (Elizângela), jovem cheia de vida e irresponsável. José ainda abriga a sua irmã Nilzete (Dorinha Duval), uma divertida costureira. Raquel (Chica Xavier) é outra personagem que acata as exigências de José. Doce e compreensiva, é empregada da família há anos e, por ter ajudado na criação das filhas do patrão, é a maior confidente de Irene e Lu.
E, por fim, Virgínia Viana, uma jovem e rica empresária obcecada com os rumos dos negócios do falecido pai. Mora numa linda mansão com sua mãe, a viúva e "desamparada" Joaquina, conhecida também como Kinu (Rosamaria Murtinho), que depois começa a se envolver com Mário, pretendente da filha. Kinu também é mãe de Dennis (Mário Cardoso), jovem aventureiro que está com noivado marcado com a esnobe Elaine (Fátima Freire), filha de Nestor Dias (Sebastião Vasconcelos), rico industrial apaixonado por Kinu.

## Elenco
| Interprete            | Personagem                         |
| --------------------- | ---------------------------------- |
| Francisco Cuoco       | Mário Barroso                      |
| Yoná Magalhães        | Fátima                             |
| Suely Franco          | Irene Proença                      |
| Françoise Forton      | Virgínia Viana                     |
| Juca de Oliveira      | Diego Pappalardo                   |
| Hugo Carvana          | Celso Maranhão (Jacaré)            |
| Rosamaria Murtinho    | Maria Joaquina (Kinu)              |
| Sebastião Vasconcelos | Nestor Dias                        |
| Elza Gomes            | Dalva Barroso / Madame Zaíde       |
| Mário Lago            | Aureliano Villaça                  |
| Suzana Faini          | Diva                               |
| Ruy Rezende           | Albano                             |
| Elizângela            | Maria Lúcia Proença (Lu)           |
| Luiz Armando Queiroz  | Cláudio                            |
| Felipe Carone         | José Aprígio Proença               |
| Miriam Pires          | Alba Proença                       |
| Rogério Fróes         | Franco Papalardo                   |
| Lady Francisco        | Elizabeth Papalardo / Berta Lammar |
| Dorinha Duval         | Nilzete Proença                    |
| Herval Rossano        | Fausto                             |
| Chica Xavier          | Raquel                             |
| Mário Cardoso         | Olindo                             |
| Fátima Freire         | Elaine Dias                        |
| Dary Reis             | Durval                             |
| Cleyde Blota          | Beatriz                            |
| Edson Silva           | Vilaboim (Vila)                    |
| Luiz Magnelli         | Edgar Brandão                      |
| Vinícius Salvatori    | Ivo                                |
| Pedro Farah           | Gente-Fina                         |
| Mário Petraglia       | Ricardo                            |
| Tuska                 | Marta (Martita)                    |
| Roberto Bonfim        | Carlo                              |
| Ana Cristina Faria    | Ligia                              |
| Dudu Continentinho    | Ivonete                            |
| Arthur Costa Filho    | Vitor                              |
| Marcelo Gomes         | Rubinho                            |
| Elieser Gomes         | Dias                               |
| Rita de Cássia        | Tuca                               |
| Georgiana de Moraes   | Aluna de Irene                     |
| Bororó                | Ele mesmo                          |

## Produção
O autor Sylvan Paezzo chegou a ser contactado para desenvolver a história, mas a tarefa acabou nas mãos de Marcos Rey, que, assim, fez sua estreia na Globo. O argumento de Cuca Legal, baseado na peça Boeing Boeing, do autor francês Marc Camoletti, foi desenvolvido pelo diretor Oswaldo Loureiro e por Paulo Pontes. O título da novela – definida pelo autor como uma crônica do Rio de Janeiro – era uma gíria da época para “tranquilo”.
O telespectador não foi muito receptivo a Cuca Legal, aproveitando a chance para trocar de canal. É que a novela concorrente no horário, Meu Rico Português, exibida na TV Tupi, estava fazendo um grande sucesso. Esse foi um dos fatores decisivos para o término apressado da trama, encerrada com 119 capítulos.
Oswaldo Loureiro deixou a direção da novela a partir do capítulo 101, sendo substituído por Jardel Mello. No mesmo ano, Loureiro, em entrevista à revista Amiga, fez a seguinte declaração: "Cuca legal nasceu, cresceu e se perdeu. Uma ideia que tinha tudo para ser abordada da melhor forma possível acabou se diluindo e prejudicando a consistência da história de Marcos Rey. (...) As condições de que dispúnhamos eram as mais precárias possíveis (...) A falta de condições de Cuca Legal acelerou esse processo de degeneração da novela".

## Exibição
Todos os capítulos de Cuca Legal foram perdidos no incêndio ocorrido nos estúdios da TV Globo no Rio de Janeiro, em 1976, restando apenas chamadas de estreia e fotos de bastidores.[carece de fontes?]
Em 2024, uma chamada de capítulo da novela Cuca Legal foi recuperada e preservada a partir da postagem no YouTube de uma edição completa do Programa Silvio Santos, na qual a chamada foi exibida originalmente durante um dos intervalos comerciais.

## Música

### Nacional
Capa: logotipo da novela
1. Não Me Pergunte Mais - Betinho
2. Rei do Mar - Djavan
3. Tiu Ru-Ru - Chico Batera
4. Retalhos e Remendos - Rick Ferreira
5. Pelas Nuvens - Coral Som Livre
6. Cuca Legal, Ha Ha Ha - Chico Batera (abertura)
7. Linha do Horizonte - Azymuth
8. Valsinha Azul - Orquestra Som Livre
9. Terceiro Ato - Antônio Carlos & Jocafi
10. Adolescentes - Coral Som Livre
11. Lero-Lero Social - Carlos Thiago
12. Canção Para Um Quase Amor - Orquestra Som Livre
13. Tanto Amor Nunca Mais - Luciene Franco

- Coordenação geral: João Araújo
- Produção musical: Eustáquio Sena

### Internacional
Capa: logotipo da novela
1. One Day In Your Life - Michael Jackson
2. I'll be Holding On - All Downing
3. More Than You Know - Chrystian
4. Castles - The Futures
5. We Can't Make Love Tonight - Terry Winter
6. Boogie On Reggae Woman - Stevie Wonder
7. If I Ever Lose This Heaven - Sérgio Mendes e Brazil' 77
8. The Miracle - The Stylistics
9. Love You Just As Long As I Can - Free Spirit
10. It's My First Day Without You - Dennis Yost & The Classics IV
11. Keep On Keepin' On - The Miracles
12. I'm Prisoner - Paul Jones
13. Let Me Be Forever - Steve Feldman
14. Black Soul (Jungle Bird) - Airto Fogo